# Pyramica mutica
Pyramica mutica är en myrart som först beskrevs av Brown 1949.  Pyramica mutica ingår i släktet Pyramica och familjen myror. Inga underarter finns listade i Catalogue of Life.